# Angolanidade
Angolanidade é a identidade nacional de Angola. Também pode ser descrita como um patriotismo cultural angolano. Muito do que hoje é considerado angolanidade foi criado pelos intelectuais angolanos como um esforço consciente para realçar uma visão idealizada do que significa ser angolano.

## História
A angolanidade começou a se desenvolver nas décadas de 1940 e 1950, quando os angolanos negros começaram a diferenciar-se dos colonos brancos ao abraçar e reivindicar os aspetos da cultura tradicional africana. A angolanidade adotou alguns aspetos da negritude. As ideias defendidas pelo movimento negritude foram adaptadas à cultura angolana pelos intelectuais angolanos, como o poeta Viriato Clemente da Cruz. Da Cruz codificou o conceito de angolanidade em 1948 como um movimento literário com a frase de efeito "Vamos Descobrir Angola!", apoiado pela publicação da revista "A Mensagem". Os escritores do movimento, incluindo Agostinho Neto, que mais tarde seria presidente de Angola, identificou e destacou a vibrante cultura dos musseques angolanos, como um contraponto direto à perspetiva do governo colonial de que tais lugares eram miseráveis e cheios de crimes. Embora o movimento literário tenha diminuído em grande parte na década de 1960, a sua influência cultural permaneceu. Na época da Guerra da Independência de Angola, de 1961 a 1974, abraçar a angolanidade e declarar autonomia cultural tornou-se uma forma de empurrar para trás a opressão do colonialismo.

## Aspetos culturais
A literatura, a dança, a música, e a moda são os principais aspetos de como a angolanidade é criada, perpetuada e expressa. Especialmente na capital de Luanda, que foi historicamente associada a colonos, os angolanos negros foram encorajados a usar o vestuário tradicional como uma forma de distinção cultural e a construir um sentimento de nacionalismo entre as pessoas. Optar por usar roupas tradicionais também indicava uma recusa em se assimilar e, portanto, perder a cultura ao colonialismo.

## Música e dança
A música e dança são o centro da angolanidade. A historiadora Marissa Moorman argumenta que "através da música popular urbana, e não das
canções em si, mas da cena musical e das relações sociais desenvolvidas em torno da produção e do consumo de música, produzida inicialmente nos musseques ao redor de Luanda, angolanos e angolanas forjaram a nação e desenvolveram expetativas sobre o nacionalismo". A música angolana começou a ser explicitamente política na década de 1950, apoiando os movimentos de libertação angolanos que estavam começando a criar raízes. Alguns cantores angolanos eram membros do Movimento Popular de Libertação de Angola (MPLA) e as suas experiências policiais influenciavam a sua música, o que por sua vez influenciava o seu público. Ao usar instrumentos locais e línguas nacionais como o quimbundo e umbundo na música, os músicos angolanos rejeitaram a assimilação e reforçaram o conceito de angolanidade.